# Ервин Месарош
 Ервин Месарош (мађ. Mészáros Ervin) је био мађарски мачевалац, олимпијац, чија је специјалност била сабља. Учествовао је на Летњим олимпијским играма 1912. године одржане у Стокхолму, Шбедска где је освојио је златну и бронзану медаљу у дисциплини сабља.

## Биографија
Месарош је био мачевалац будимпештанског клуба Мађарски АК од 1894. до 1927. године. Такмичио се и у мачевању и флорету, али је постигао најбоље међународне резултате у мачевању, дисиплини сабља. Са деветнаест година победио је на миленијумском такмичењу у мачевима одржаном у Будимпешти 1896. године. Није могао да се такмичи на Олимпијским играма 1904. и 1908. јер бечко војно министарство није дозволило официрима монархије да се такмиче у мађарским бојама. Био је у мађарској мачевалачкој репрезентацији од 1912. до 1926. године. На Летњим олимпијским играма 1912. у Стокхолму, био је члан мађарске репрезентације мачевањем у саставу Ласло Берти, Деже Фелдес, Јене Фукс, Герде Оскар, Ервин Месарош, Золтан Шенкер, Петер Торкнер и Лајош Веркнер. Освојио је бронзану медаљу у појединачној конкуренцији мачевима на Олимпијским играма, иза Јеноа Фукса и Беле Бекешија. Године 1925. заузео је четврто место на Европском првенству у Остендеу.
Током своје спортске каријере студирао је право на Универзитету у Будимпешти, а након завршеног курса за официре, служио је у Краљевској мађарској војсци. Његов највиши чин био је капетан Хонведа. Био је почасни члан Управног одбора Мађарског мачевалачког савеза.

## Његови спортски резултати
- у мачевању:
  - Олимпијски шампион (екипно: 1912)
  - Олимпијско 3. место (појединачно: 1912.)
  - Европско првенство 4. место (појединачно: 1925.)
  - Првенство Мађарске: 9. (1921), 4. (1925)
- у флорету:
  - четвороструки шампион Мађарске (1900, 1902, 1903, 1904)